# Sziki útifű
A sziki útifű (Plantago maritima) az ajakosvirágúak (Lamiales) rendjébe, ezen belül az útifűfélék (Plantaginaceae) családjába tartozó faj.

## Alfajai
Négy alfaja ismert.
- Plantago maritima subsp. maritima: Európa, Ázsia, Északnyugat-Afrika.
- Plantago maritima subsp. borealis (Lange) A. Blytt and O. Dahl. Arktikus élőhelyek
- Plantago maritima subsp. juncoides (Lam.) Hultén. Észak- és Dél-Amerika
- Plantago maritima subsp. serpentina (All.) Arcang. Közép-Európa hegyvidékei

## Előfordulása
A kontinentális sziknövényzet gyakori faja, Magyarországon is leginkább szikes élőhelyeken találkozhatunk vele.

## Megjelenése
A sziki útifű alacsony termetű, évelő növény. Vékony, ár vagy keskeny lándzsa alakú, ép szélű levelei tőlevélrózsát alkotnak, ereik párhuzamosak, kiemelkedőek. Virágkocsányai csúcsán füzérben nyílnak a sárga színű, kicsi virágok. A porzószálak hosszan kinyúlnak.

## Életmódja
Halofita növény, a szikes élőhelyek száraz, magas sótartalmú talajaira jellemző, különleges és igen mostoha körülményekhez is jól alkalmazkodik. Július-augusztusban virágzik.